# Queer Pálma
A Queer Pálma (angolul: Queer Palm, magyarul nevezik Meleg Pálmának is), egy filmes elismerés, melyet LMBT, illetve queer témájú filmeknek ítél oda 2010 óta egy független zsűri a cannes-i fesztiválon.
A díjazás kiterjed a hivatalos válogatás és a párhuzamos rendezvények összes szekciójában vetített nagyjátékfilmekre, dokumentum- és kisfilmekre. 2016 óta rövidfilmek részére is kiosztják az elismerést Queer Palm Hornet elnevezéssel. 2018-tól a díjhoz pénzjutalom is társul: egész estés filmek esetében 10 000, kisfilmek esetében pedig 3000 euró.
A díjat Franck Finance-Madureira francia újságíró alapította 2010-ben és – mivel a fesztivál hivatalosan nem ismerte el a díjat – ő gondoskodik minden évben a zsűri összeállításáról és a díjkiosztás megszervezéséről. A díjazást a Hornet meleg közösségi háló szponzorálja.

## Díjazottak

### Nagyjátékfilmek
| Év   | Magyar cím                                       | Eredeti cím                                      | Rendező                                          | Ország                                           | Szekció                                          | Megj.                                            |
| ---- | ------------------------------------------------ | ------------------------------------------------ | ------------------------------------------------ | ------------------------------------------------ | ------------------------------------------------ | ------------------------------------------------ |
| 2010 | Nagy badabumm                                    | Kaboom                                           | Gregg Araki                                      | USA • FRA                                        | Versenyen kívül                                  |                                                  |
| 2011 | Szépség                                          | Skoonheid                                        | Oliver Hermanus                                  | ZAF • FRA • GER                                  | Un certain regard                                |                                                  |
| 2012 | Így is, úgy is Laurence                          | Laurence Anyways                                 | Xavier Dolan                                     | CAN • FRA                                        | Un certain regard                                | [ 5 ] [ * 1 ]                                    |
| 2013 | Idegen a tónál                                   | L'inconnu du lac                                 | Alain Guiraudie                                  | FRA                                              | Un certain regard                                | [ * 2 ]                                          |
| 2014 | Büszkeség és bányászélet                         | Pride                                            | Matthew Warchus                                  | GBR • FRA                                        | Rendezők Kéthete                                 | [ * 3 ]                                          |
| 2015 | Carol                                            | Carol                                            | Todd Haynes                                      | GBR • USA                                        | Verseny                                          | [ * 4 ]                                          |
| 2016 | –––                                              | Les vies de Thérèse                              | Sébastien Lifshitz                               | FRA                                              | Rendezők Kéthete                                 | dok.                                             |
| 2017 | 120 dobbanás percenként                          | 120 battements par minute                        | Robin Campillo                                   | FRA                                              | Verseny                                          | [ * 6 ]                                          |
| 2018 | Lány                                             | Girl                                             | Lukas Dhont                                      | BEL • NED                                        | Un certain regard                                | [ * 7 ]                                          |
| 2019 | Portré a lángoló fiatal lányról                  | Portrait de la jeune fille en feu                | Céline Sciamma                                   | FRA                                              | Verseny                                          | [ * 8 ]                                          |
| 2020 | A Covid19-pandémia miatt nem osztottak ki díjat. | A Covid19-pandémia miatt nem osztottak ki díjat. | A Covid19-pandémia miatt nem osztottak ki díjat. | A Covid19-pandémia miatt nem osztottak ki díjat. | A Covid19-pandémia miatt nem osztottak ki díjat. | A Covid19-pandémia miatt nem osztottak ki díjat. |
| 2021 | Intenzív találkozások                            | La Fracture                                      | Catherine Corsini                                | FRA                                              | Verseny                                          | [ * 9 ]                                          |
| 2022 | Joyland                                          | Joyland                                          | Saim Sadiq                                       | PAK                                              | Un certain regard                                | [ * 10 ]                                         |
| 2023 | Szörnyeteg                                       | Monster (Kaibucu, 怪物)                          | Koreeda Hirokazu                                 | JPN                                              | Un certain regard                                | [ * 11 ]                                         |
| 2024 | –––                                              | Trei kilometri până la capătul lumii             | Emanuel Pârvu                                    | ROM                                              | Verseny                                          | [ * 12 ]                                         |

### Rövidfilmek
| Év   | Magyar cím                                       | Eredeti cím                                                                      | Rendező                                          | Ország                                           | Szekció                                          | Megj.                                            |
| ---- | ------------------------------------------------ | -------------------------------------------------------------------------------- | ------------------------------------------------ | ------------------------------------------------ | ------------------------------------------------ | ------------------------------------------------ |
| 2012 | –––                                              | Ce n'est pas un film de Cowboy                                                   | Benjamin Parent                                  | FRA                                              | Kritikusok Hete                                  |                                                  |
| 2016 | –––                                              | Gabber Lover                                                                     | Anna Cazenave Cambet                             | FRA                                              | Cinéfondation                                    | [ * 5 ]                                          |
| 2017 | –––                                              | Les îles                                                                         | Yann Gonzalez                                    | FRA                                              | Kritikusok Hete                                  | [ * 6 ]                                          |
| 2018 | –––                                              | O Órfão                                                                          | Carolina Markowicz                               | BRA                                              | Rendezők Kéthete                                 | [ * 7 ]                                          |
| 2019 | –––                                              | La distance entre le ciel et nous                                                | Vasilis Kekatos                                  | GRE • FRA                                        | Verseny                                          | [ * 8 ]                                          |
| 2020 | A Covid19-pandémia miatt nem osztottak ki díjat. | A Covid19-pandémia miatt nem osztottak ki díjat.                                 | A Covid19-pandémia miatt nem osztottak ki díjat. | A Covid19-pandémia miatt nem osztottak ki díjat. | A Covid19-pandémia miatt nem osztottak ki díjat. | A Covid19-pandémia miatt nem osztottak ki díjat. |
| 2021 | –––                                              | La caída del vencejo                                                             | Gonzalo Quincoces                                | ESP                                              | Cinéfondation                                    | [ * 9 ]                                          |
| 2021 | Frida                                            | Frida                                                                            | Aleksandra Odić                                  | GER                                              | Cinéfondation                                    | [ * 9 ]                                          |
| 2022 | –––                                              | Hajpien seng csi jico hszüanja (海边升起一座悬崖, Hǎibiān shēng qǐ yīzuò xuányá) | Csen Csiang-jing (Chén Jiàn-yíng)                | CHN                                              | Verseny                                          | [ * 10 ]                                         |
| 2023 | –––                                              | Boléro                                                                           | Nans Laborde-Jourdàa                             | FRA                                              | Kritikusok Hete                                  | [ * 11 ]                                         |
| 2024 | –––                                              | Las novias del sur                                                               | Elena López Riera                                | ESP                                              | Külön előadások                                  | [ * 12 ]                                         |